# Giewont (Antarktika)
Der Giewont ist ein 89,5 m hoher Hügel an der Knoxküste des ostantarktischen Wilkeslands. Er ragt in den Bunger Hills auf und ist die höchste Erhebung in der Umgebung der polnischen Dobrowolski-Station, von der er in nördlicher Richtung 1 km entfernt ist. 
Polnische Wissenschaftler benannten ihn 1985 nach dem Giewont im polnischen Teil des Tatragebirges.